# Juan Carlos Aparicio Pérez
Juan Carlos Aparicio Pérez (* 20. dubna 1956, Burgos) je španělský politik.
Má ženu a tři děti. Je viceprezidentem úřadu Kastilie a Leónu společně s José María Aznar.
Po rezignaci Manuela Pimentela v únoru 2000 se stal ministrem práce a sociálních věcí. V červenci 2002 se rozhodl odejít z vlády. Momentálně je starostou Burgos za Partido Popular a senátorem za Burgos.